# Scotch Bonnet (pimenta)
Scotch bonnet (boina escocesa), também conhecida como scotty bons, pimenta bonney, ou pimenta vermelha caribenha, é uma variedade de pimenta denominada por sua semelhança com a boina tam o' shanter. Também é chamada de ata rodo pelos falantes de iorubá da Nigéria, é encontrada principalmente nas ilhas do Caribe; também é encontrado na Guiana (onde é chamado de pimenta bola-de-fogo), nas Ilhas Maldivas (onde é chamada de githeyo mirus), Panamá (onde é chamado de aji chombo) e na África Ocidental. A maioria das Scotch bonnet têm uma pungência com classificação de 100.000 a 350.000 unidades na Escala de Scoville. Para comparação, a maioria das pimentas jalapeño têm uma pungência com classificação de 2.500 a 8.000 na Escala de Scoville. No entanto, variedades completamente não picantes da Scotch bonnet são cultivadas em algumas das ilhas do Caribe, chamada de pimenta cachuca.
Estas pimentas são utilizadas para dar sabor a vários pratos e culinária de todo o mundo sendo muitas vezes utilizadas em molhos picantes e temperos. A Scotch bonnet tem um sabor mais doce e forma mais corpulenta, distinta da sua parente, a habanero, com a qual é muitas vezes confundida, e dá à pratos de carne curada (porco ou frango) e outros pratos caribenhos seus sabores únicos. Scotch bonnets são utilizadas principalmente nos pratos tipicos e molhos de pimenta da África Ocidental, Antiga, São Cristóvão e Neves, Anguila, Dominica, Santa Lúcia, Ilhas de São Vicente, Granada, Trindade e Tobago, Jamaica, Barbados, Guiana, Suriname, Haiti e Ilhas Caimã. Embora muitas vezes elas aparecerão em outras receitas caribenhas. Ela também é usada na Costa Rica e Panamá, em receitas de estilo caribenho, tais como o arroz e ervilhas, rondon, saus, rissóis de carne, e ceviches.

Frescas, maduras as scotch bonnets mudam de verde para amarelo e depois para vermelho escarlate. 

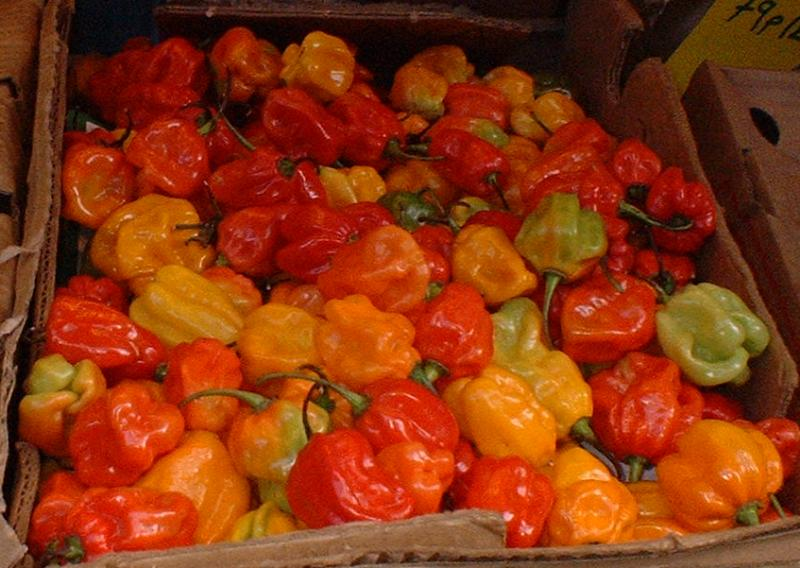
Pimentas Scotch bonnet em um mercado do Caribe
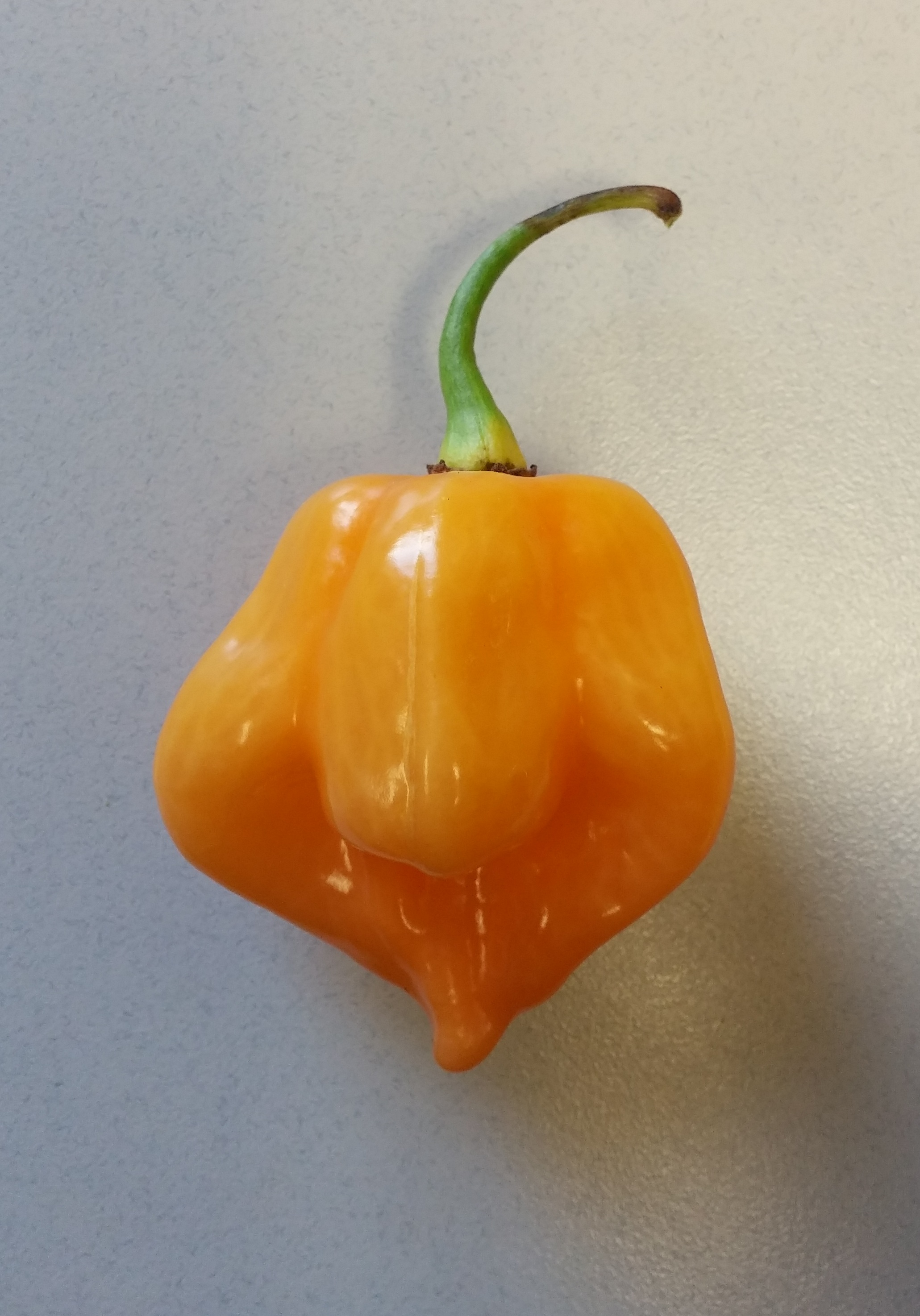
Uma única Scotch bonnet madura